# Agersnegl
Agersneglen (Deroceras agreste) har en længde på 30-55 millimeter. Agersneglen er en af de snegle, som "mangler" det hårde skalhus. Den er udbredt og kan, når den i regnfulde somre formerer sig kraftigt, anrette betydelige skader på afgrøder som jordbær og salat.
| Dyr | Spire Denne artikel om dyr er en spire som bør udbygges. Du er velkommen til at hjælpe Wikipedia ved at udvide den. |